# Чемпионат мира по шорт-треку среди юниоров 2002
Чемпионат мира по шорт-треку среди юниоров 2002 года проходил с 4-6 января в Чхунчхоне (Корея).
Чемпионат включает в себя четыре дистанции — 500, 1000, 1500 и 1500 метров — суперфинал На дистанциях сначала проводятся предварительные забеги, затем лучшие шорт-трекисты участвуют в финальных забегах. Чемпионом мира становится спортсмен набравший наибольшую сумму очков по итогам четырёх дистанций. В случае равенства набранных очков преимущество отдаётся спортсмену занявшему более высокое место в суперфинале на дистанции 1500 м. Также проводятся с 2001 года эстафеты у девушек м у юношей на 2000 м. С 2019 года абсолютный чемпион не разыгрывается.

## Общий медальный зачёт
| Место | Страна           | Золото | Серебро | Бронза | Всего |
| ----- | ---------------- | ------ | ------- | ------ | ----- |
| 1     | Республика Корея | 8      | 4       | 4      | 16    |
| 2     | Китай            | 2      | 3       | 3      | 8     |
| 3     | Канада           | 0      | 3       | 1      | 4     |
| 4-5   | Япония           | 0      | 0       | 1      | 1     |
| 4-5   | Германия         | 0      | 0       | 1      | 1     |

## Медалисты

### Юноши
| Дисциплина        | Золото                          | Серебро                              | Бронза                                 |
| ----------------- | ------------------------------- | ------------------------------------ | -------------------------------------- |
| 500 м             | Го Вэй Китай                    | Ли Е Китай                           | Казуя Хатта Япония                     |
| 1000 м            | Ан Хён Су Республика Корея      | Стив Робиллар Канада                 | Со Хо Джин Республика Корея            |
| 1500 м            | Ан Хён Су Республика Корея      | Стив Робиллар Канада                 | Со Хо Джин Республика Корея            |
| 1500 м суперфинал | Со Хо Джин Республика Корея     | Го Вэй Китай                         | Ан Хён Су Республика Корея             |
| Многоборье        | Ан Хён Су Республика Корея      | Со Хо Джин Республика Корея          | Го Вэй Китай                           |
| Эстафета-2000 м   | Ан Хён Су Со Хо Джин Ким Хён Ён | Оливье Жан Стив Робиллар Шарль Амлен | Андре Хартвиг Саша Хофманн Томас Бауэр |

### Девушки
| Дисциплина        | Золото                                                | Серебро                          | Бронза                                   |
| ----------------- | ----------------------------------------------------- | -------------------------------- | ---------------------------------------- |
| 500 м             | Ван Мэн Китай                                         | Ё Су Ён Республика Корея         | Чжу Милэй Китай                          |
| 1000 м            | Чо Хэ Ри Республика Корея                             | Ким Мин Джи Республика Корея     | Ё Су Ён Республика Корея                 |
| 1500 м            | Ким Мин Джи Республика Корея                          | Чо Хэ Ри Республика Корея        | Ван Мэн Китай                            |
| 1500 м суперфинап | Ким Мин Джи Республика Корея                          | Ё Су Ён Республика Корея         | Ван Мэн Китай                            |
| Многоборье        | Ким Мин Джи Республика Корея                          | Ван Мэн Китай                    | Чо Хэ Ри Республика Корея                |
| Эстафета-2000 м   | Республика Корея · Чо Хэ Ри · Ким Мин Джи · Чон Да Хе | Ван Мэн Мао Ди Ван Вэй Чжу Милэй | Рафаэль Лемье Кайли Тот Эмили Надо-Бенуа |